# Kevin Hervey
Kevin Juwan Hervey (Arlington, Texas, 9 de julio de 1996) es un baloncestista estadounidense que pertenece a la plantilla del Pallacanestro Reggiana de la Lega Basket Serie A. Con 2,03 metros de estatura, juega en la posición de ala-pívot.

## Trayectoria deportiva

### Universidad
Jugó cuatro temporadas con los Mavericks de la Universidad de Texas en Arlington, en las que promedió 15,5 puntos, 8,0 rebotes, 1,9 asistencias y 1,0 robos de balón por partido. En 2017 fue elegido Jugador del Año de la Sun Belt Conference, y ese año y al siguiente fue incluido en el mejor quinteto de la conferencia.

#### Estadísticas
| Año     | Equipo       | PJ  | PT | MPP  | %TC  | %3P  | %TL  | RPP | APP | ROB | TPP | PPP  |
| ------- | ------------ | --- | -- | ---- | ---- | ---- | ---- | --- | --- | --- | --- | ---- |
| 2014–15 | UT Arlington | 31  | 15 | 21.7 | .368 | .259 | .714 | 6.0 | .7  | .6  | .3  | 7.1  |
| 2015–16 | UT Arlington | 16  | 16 | 29.8 | .453 | .323 | .757 | 9.8 | 2.9 | .7  | .8  | 18.1 |
| 2016–17 | UT Arlington | 35  | 28 | 27.8 | .459 | .343 | .753 | 8.5 | 2.1 | 1.2 | .4  | 17.1 |
| 2017–18 | UT Arlington | 33  | 25 | 32.2 | .446 | .339 | .807 | 8.5 | 2.2 | 1.2 | .6  | 20.5 |
| Total   | Total        | 115 | 84 | 27.7 | .440 | .324 | .768 | 8.0 | 1.9 | 1.0 | .5  | 15.5 |

### Profesional
Fue elegido en la quincuagésimo séptima posición del Draft de la NBA de 2018 por Oklahoma City Thunder. Se convirtió en el cuarto jugador de la Universidad de Arlington en ser elegido en el draft de la NBA y el primero desde 1989, cuando se redujeron a dos las rondas del draft.
El 12 de diciembre de 2019 firmó un contrato dual con Oklahoma City Thunder, que le permite seguir jugando también con los Oklahoma City Blue de la G League.
El 20 de septiembre de 2020 firmó un contrato por una temporada con el Lokomotiv Kuban de la VTB United League.
El 10 de julio de 2021, firma por el Virtus Bolonia de la Lega Basket Serie A, la primera categoría del baloncesto italiano.
El 9 de julio de 2023 fichó por el Pallacanestro Reggiana de la Lega Basket Serie A italiana.
El 22 de julio de 2024 firmó con el U-BT Cluj-Napoca de la Liga Națională rumana. El 8 de noviembre fue despedido.

## Estadísticas de su carrera en la NBA

### Temporada regular
| Año     | Equipo        | PJ | PT | MPP | %TC  | %3P  | %TL  | RPP | APP | ROB | TPP | PPP |
| ------- | ------------- | -- | -- | --- | ---- | ---- | ---- | --- | --- | --- | --- | --- |
| 2019-20 | Oklahoma City | 10 | 0  | 5.2 | .259 | .150 | .000 | 1.2 | .5  | .1  | .1  | 1.7 |
| Total   | Total         | 10 | 0  | 5.2 | .259 | .150 | .000 | 1.2 | .5  | .1  | .1  | 1.7 |

### Redes sociales
- Kevin Hervey en X (antes Twitter)

- Datos: Q30252279